# 全院委員會 (英國)
在英国议会，全院委員會（英語：Committee of the Whole House）是上下議院中的全體委員會。
下議院中，當法令草案不是付委（逐項條文審議的階段）常務委員會，便會交予全院委員會。全院委員會由賦稅委員會主席或副主席坐在秘書席主持，並不是議長。財務法令草案則是無不付委全院委員會。
上議院中，全院委員會審議大部分法令草案。